# Karakošun
Karakošun nebo Karaburankol je jezero v západní Číně (Sin-ťiang) ve východní části Kašgarské roviny. Leží v nadmořské výšce 831 m. Má rozlohu 88 km² (včetně periodicky zaplavovaných bažin a rákosových porostů až 250 km²). Převládající hloubka jezera je 1 až 2 m (poblíž ústí Čerčenu až 10 m).

## Vlastnosti vody
Voda na severu jezera je sladká a na jihu slaná. Její slanost se silně mění.

## Vodní režim
Do jezera ústí řeka Čerčen a v letech s velkým množstvím vody i řeka Tarim. Tehdy se jezero zcela naplní a objeví se odtok na východ do jezera Mirankol.